# Mealowther
Der Mealowther ist ein Hügel in den Pentland Hills. Die 444 m hohe Erhebung liegt an der Westflanke im Zentrum der rund 25 km langen Hügelkette im Südosten der schottischen Council Area West Lothian.
Die nächstgelegene Ortschaft ist das acht Kilometer südöstlich gelegene West Linton. West Calder liegt neun Kilometer nordwestlich. Zu den umgebenden Hügeln zählen der Colzium Hill im Nordosten, Craigengar und Millstone Rig im Südosten, White Craig und Henshaw Hill im Südwesten sowie der Torweaving Hill im Nordwesten.

## Umgebung
An den Südwesthängen von Mealowther und Torweaving Hill finden sich drei Cairns. Alle drei wurden gestört. Sie durchmessen 25, 8 beziehungsweise 5 m bei Höhen von 0,2, 0,5 beziehungsweise 0,3 m. Neben den Cairns wurden in diesem Bereich auch Steine mit Cup-and-Ring-Markierung gefunden.
In demselben Gebiet sind Funde römischer Münzen verzeichnet. Sie könnten in Zusammenhang mit der als Castle Greg bezeichneten kleinen römischen Befestigung rund drei Kilometer nordwestlich stehen.
Zwischen Mealowther und Craigengar entspringt der Crosswood Burn. Er beschreibt einen Halbbogen um den Hügel und wird nordwestlich des Torweaving Hills zum Crosswood Reservoir aufgestaut. Dieses dient der Trinkwasserversorgung im Central Belt. Der an der Nordflanke entspringende West Burn speist hingegen das nördlich gelegene Harperrig Reservoir. Der 1860 eingerichtete Stausee staut das Wasser des Water of Leith und dient sowohl der Wasserversorgung von Edinburgh als auch der Regulierung des Durchflusses des Water of Leith.